# Galveston-Hurrikan (1900)
Als Galveston-Hurrikan wird der Hurrikan bezeichnet, der am Samstag, dem 8. September 1900 die texanische Stadt Galveston zerstörte. Mit durchschnittlichen Windgeschwindigkeiten von über 200 Kilometern pro Stunde und Böen, die bis zu 300 Kilometer pro Stunde erreichten, war der Galveston-Hurrikan ein Sturm der Kategorie 4 auf der heutigen Saffir-Simpson-Hurrikan-Windskala.
Der Hurrikan forderte eine hohe Zahl von Todesopfern, welche von manchen Quellen auf 6000, von anderen auf bis zu 12.000 geschätzt wird. Die meisten offiziellen Berichte gehen von 8000 Todesopfern aus. Damit ist der Galveston-Hurrikan der atlantische Sturm, der die drittgrößte Anzahl an Todesopfern forderte, nach dem sogenannten Großen Hurrikan von 1780 und Hurrikan Mitch im Jahre 1998. In den USA ist der Galveston-Hurrikan neben Hurrikan Katrina aus dem Jahr 2005 eine der Naturkatastrophen, die die meisten Menschenleben forderte und die größten Verwüstungen anrichtete.
Anders als heutige Hurrikane erhielt der Hurrikan von 1900 keine offizielle Bezeichnung. Man kennt ihn aber unter den Namen Galveston-Hurrikan von 1900 oder Großer Galveston-Hurrikan (Great Galveston Hurricane im englischen Sprachraum). Ältere Quellen bezeichnen die Naturkatastrophe gelegentlich auch als die Galveston-Flut.

## Die Stadt Galveston

### Geographische Lage

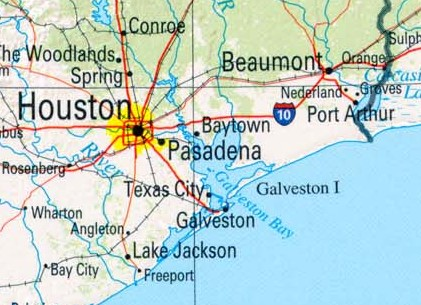
Ausschnitt aus einer modernen Karte von Texas mit dem Küstenabschnitt, in dem Galveston liegt

Zu der Katastrophe, die sich im September 1900 an der texanischen Küste abspielte, trug wesentlich die besondere geographische Lage im Golf von Mexiko von Galveston bei (29° 17′ N, 94° 50′ W). Die Stadt liegt auf einer der Küste vorgelagerten, langgestreckten schmalen Insel, die zugleich die südliche Grenze der Galveston Bay bildete. Die höchste Erhebung der Insel befand sich im Jahre 1900 mitten in der Stadt auf dem Broadway und lag lediglich 2,6 m über dem Meeresspiegel. Die meisten Inselgebiete erhoben sich jedoch nur wenig mehr als 1,3 Meter über den Meeresspiegel. Stieg der Meeresspiegel um 30 cm an, wie bei einer normalen Flut üblich, überspülte das Meerwasser mehr als 300 Meter der Strandbreite.
Verbunden mit dem Festland war die Insel durch eine Straßen- sowie drei Eisenbahnbrücken. Die Eisenbahnverbindung in Richtung Beaumont nutzte jedoch auch Fähren, auf die die Züge mitsamt den Passagieren verladen wurden.

### Der wichtigste texanische Hafen
Die Stadt Galveston war gegen Ende des 19. Jahrhunderts eine prosperierende Stadt mit einer Bevölkerung von 38.000 Einwohnern. Es gab eine Straßenbahn, drei Konzertsäle für die kunstinteressierte Bevölkerung, und die Stadt verfügte bereits über elektrisches Licht. 20 Hotels aller Kategorien hielten Zimmer für Besucher bereit. Neben örtlichem und internationalem Fernsprechverkehr gab es zwei Telegrafengesellschaften. Aus heutiger Sicht deutet die Zahl der Einwohner auf eine eher unbedeutende, mittelgroße Stadt. Galveston war jedoch zu Beginn des 20. Jahrhunderts das wichtigste texanische Handelszentrum und übertraf an wirtschaftlicher Kraft sogar das 80 Kilometer weiter nördlich liegende Houston.
In der Rangfolge der US-amerikanischen Häfen lag Galveston an dritter Stelle – in keinem anderen US-amerikanischen Hafen wurde mehr an Baumwolle umgeschlagen. In der Stadt hatten sechzehn Konsulate ihren Sitz: unter anderem waren Russland und Japan vertreten. Ihre wirtschaftliche Vormachtstellung verdankte die Stadt zum einen dem Naturhafen der Galveston Bay, in einem gewissen Ausmaß jedoch auch dem Niedergang der 200 km südwestlich an der Matagorda Bay gelegenen Hafenstadt Indianola. 25 Jahre zuvor war Indianola für Galveston noch ein ernsthafter Konkurrent um die wirtschaftliche Vormachtstellung in der Region gewesen. Der Umschlag im dortigen Hafen war nur wenig niedriger als der im Hafen von Galveston. 1875 zerstörte jedoch ein Hurrikan Indianola zu einem großen Teil. Die Stadt wurde nach der ersten Zerstörung wieder aufgebaut. Ein zweiter Hurrikan im Jahre 1886 richtete vergleichbare Schäden an. Die Stadt Indianola wurde darauf von ihren Einwohnern aufgegeben. Ein zweiter Wiederaufbau unterblieb.

### Sturmgefährdung
Eine Reihe von Einwohnern aus Galveston hatte aus der Zerstörung und dem Niedergang von Indianola den Schluss gezogen, dass auch Galveston sturmbedroht sei. Die Stadt Indianola war vom Hurrikan vernichtet worden, obwohl sie in einem der geschützten Abschnitte der texanischen Küste lag und eine Reihe vorgelagerter Inseln die Wucht eines aus Richtung Golf kommenden Sturms hätte mildern müssen. Der Sturm trieb jedoch eine riesige Flutwelle durch Indianola hindurch und verwandelte die dahinter liegende Prärie bis dreißig Kilometer ins Inland hinein in eine offene Wasserlandschaft. Als der Wind drehte, flossen diese Wassermassen mit großer Geschwindigkeit durch Indianola hindurch wieder ab und spülten dabei auch noch die letzten verbliebenen Häuser fort. Um einem vergleichbaren Schicksal wie Indianola zu entgehen, forderten daher eine Reihe der Galveston-Einwohner einen Schutzwall, der Galveston vor einer vergleichbaren Flutwelle schützen sollte. Ihre Besorgnis wurde von der Mehrheit der Einwohner von Galveston nicht geteilt.
Die Stadt Galveston hatte seit ihrer offiziellen Gründung im Jahre 1839 mehrere starke Stürme ohne größeren Schaden überstanden. Viele Einwohner waren daher überzeugt, dass auch zukünftig Stürme ohne Sturmfluten in Galveston vorübergehen würden. Zur Beruhigung der Einwohner trug zusätzlich ein offizieller meteorologischer Bericht bei. Dieser wurde im Jahre 1891 durch Isaac Cline, den Direktor des Büros des Nationalen Wetteramtes in der Galveston News veröffentlicht. Isaac Cline argumentierte darin, dass es wegen der Lage der Stadt unwahrscheinlich sei, dass ein sehr starker Hurrikan mit größeren Überflutungen in der Stadt einhergehen werde. Das hinter Galveston liegende Festland lag niedriger als Galveston. Von einem Sturm aus dem Golf herangetriebenes Wasser werde zuerst dieses überfluten.
Der Schutzwall wurde auch wegen dieses Berichtes nie errichtet. Wie sich im September 1900 herausstellte, hatten dagegen Bau-Erschließungen, die auf der Insel vorgenommen wurden, die Verwundbarkeit der Stadt durch eventuelle Stürme deutlich erhöht. Sanddünen entlang der Küste waren im letzten Jahrzehnt des 19. Jahrhunderts abgetragen worden, um mit diesem Sand die niedriger gelegenen Teile der Insel aufzufüllen. Damit hatte die Stadt Galveston den geringen Schutz verloren, den sie durch diese natürlichen Barrieren vor den Wellen aus dem Golf von Mexiko besaß.

## Entstehung
Aufgrund der eingeschränkten Möglichkeiten der Wetteraufzeichnung im Jahre 1900 ist der Entstehungsort des Sturmes nicht endgültig geklärt, der Galveston am 8. September zerstörte.
Die Berichte von Schiffen waren zu Beginn des 20. Jahrhunderts immer noch die einzig verlässliche Quelle über Stürme, die sich über dem Meer zusammenbrauten. Und da die drahtlose Telegrafie erst an den Anfängen ihrer Entwicklung stand, wurden diese Berichte erst weitergegeben, wenn die Schiffe in einem Hafen anlegten.
Heute geht man davon aus, dass der Galveston-Hurrikan, wie die meisten atlantischen Stürme, vor der westafrikanischen Küste entstand. Als Vorboten des aufziehenden Sturmes werden Schiffsberichte gewertet, die am 27. August 1900 auf 19 Grad nördlicher Breite und 48 Grad westlicher Länge, auf halber Strecke zwischen den Kapverden und den Antillen, ein Gebiet mit „instabilem Wetter“ observierten.
Drei Tage später wurde Antigua von einem heftigen Gewitter heimgesucht, dem eine schwül-warme und windstille Wetterperiode folgte, wie sie häufiger nach dem Durchzug eines tropischen Zyklons auftreten. Am 1. September meldeten US-amerikanische Wetterbeobachter einen Sturm mittlerer Intensität südöstlich von Kuba.

## 2. bis 7. September
| Rang                            | Hurrikan            | Saison | Opfer       |
| ------------------------------- | ------------------- | ------ | ----------- |
| 1                               | „Galveston“         | 1900   | 8000–120001 |
| 2                               | „Okeechobee“        | 1928   | > 25001     |
| 3                               | Katrina             | 2005   | 1836        |
| 4                               | „Cheniere Caminada“ | 1893   | 1100–14001  |
| 5                               | „Sea Islands“       | 1893   | 1000–20001  |
| 6                               | „Florida Keys“      | 1919   | 778         |
| 7                               | „Georgia“           | 1881   | 7001        |
| 8                               | Audrey              | 1957   | 416         |
| 9                               | „Labor Day“         | 1935   | 408         |
| 10                              | „Last Island“       | 1856   | 4001        |
| 1geschätzt, gesamt Quelle: NOAA |                     |        |             |

Das Jahr 1900 war bis zu diesem Septembertag gut für die Stadt Galveston verlaufen. Am 21. April hatte man in Erinnerung an die Schlacht von San Jacinto das Texan Heroes Monument eingeweiht. Im Mai veröffentlichte die Galveston News Pläne zur Erweiterung des Hafens, die die wirtschaftliche Vormachtstellung von Galveston endgültig sichern sollte, die Baumwollernte hatte am 1. September begonnen und Galveston war der Hafen, in dem die größte Menge Baumwolle in Texas umgeschlagen wurde. Den Labor Day am 3. September feierte man mit einer Parade der Dockarbeiter und Baumwollverlader. In ihrer Ausgabe vom 8. September verkündete die Galveston News stolz, dass im letzten Jahrzehnt die Einwohnerschaft der Stadt um 30 Prozent zugenommen habe.
Am 4. September erhielt die Galveston-Niederlassung des Nationalen Wetteramtes die Meldung aus der Hauptzentrale in Washington, D.C., dass ein tropischer Sturm Kuba passiere. Am 5. September war sich die Zentrale in Washington sicher, dass dieser Sturm mit mittlerer Stärke und begleitet von schweren Regenfällen die atlantische Küste hinaufziehen und die Sturmausläufer bis nach Norfolk, Virginia bemerkbar sein würden. Man hoffte auch, dass der Sturm die lange Hitzeperiode beenden würde, die seit Wochen in den US-Staaten östlich des Mississippi River herrschte und eine Reihe von Hitzetoten gefordert hatte. Die Meteorologen Kubas – wegen ihrer interpretierenden Wettervorhersagen von den Meteorologen des Nationalen US-Wetteramtes verachtet – veröffentlichten dagegen in kubanischen Zeitungen, dass sich das Tiefdruckgebiet eines Hurrikans nördlich von Kuba befinde. Einer der kubanischen Meteorologen vertrat die Ansicht, dass der Sturm an der texanischen Küste auftreffen werde und sich bis nach San Antonio auswirken werde.
Am Donnerstag, dem 6. September, wurde der Sturm nordöstlich von Key West, Florida gemeldet – eine Fehlmeldung, die aber die Prognosen des Nationalen Wetteramtes bestätigte und der man alle weiteren Meldungen anpasste. So war man überzeugt, dass der tropische Sturm von Key West nach Tampa, Florida, weitergezogen sei. In Wirklichkeit blockierte ein Hochdruckgebiet den Weg des Hurrikans in Richtung Norden. Der zunehmend stärker werdende Sturm wurde daher in Richtung Galveston umgelenkt, das 1288 Kilometer von Key West entfernt lag. Die Stürme, die man in Florida beobachtete, waren lediglich die Ausläufer des entstehenden Hurrikans.
Nur die Schiffe, die ab Donnerstagnachmittag im Golf von Mexiko gegen ihren Untergang kämpften, hätten die Fehleinschätzung des Nationalen Wetteramtes korrigieren können. Das Dampfschiff Louisiana war von Port Eads in Louisiana aus in Richtung New York gestartet und wurde im Golf von Mexiko vom Sturm eingeholt. Während das Schiff von Böen mit einer Windgeschwindigkeit von geschätzten 240 Kilometern pro Stunde durchgeschüttelt wurde, registrierte Kapitän Halsey auf dem Barometer den ungewöhnlich niedrigen Druck von 973 Hektopascal – auf Meereshöhe beträgt der Druck normalerweise 1013 Hektopascal. Kapitän Simmons auf der Pensacola las sogar nur 967 Hektopascal ab. Der Sturm war nun längst kein mittlerer tropischer Sturm mehr – über dem aufgeheizten Golf von Mexiko hatte er sehr schnell an Stärke zugenommen und war nun eindeutig ein Hurrikan. Die Schiffe, die im Golf von Mexiko gegen ihren Untergang kämpften, besaßen jedoch keinerlei Möglichkeit, ihre Situation ans Festland zu melden, und anlanden konnten die Schiffe erst, als der Hurrikan Galveston schon zerstört hatte.
Am Freitagmorgen, einen Tag, bevor die Katastrophe Galveston heimsuchen sollte, korrigierte die Zentrale des Nationalen Wetteramts ihre Annahmen über den Verlauf des Sturms. Man kam allmählich zu der Überzeugung, dass der Sturm sich noch im Gebiet des Golfs von Mexiko befinde. Als Zugrichtung des Sturmes nahm man immer noch eine nordwestliche Richtung an. An den westlichen Küsten Floridas wurden bereits Schiffe vermisst.
Wetterwarnungen durften die regionalen Wetterämter nur nach Absprache mit der Zentrale in Washington veröffentlichen, und die Zentrale in Washington gab nun die Weisung an die Niederlassung in Galveston und in den angrenzenden Regionen aus, die Sturmflaggen zu hissen, um so die auslaufenden Schiffe auf möglicherweise unruhiges Wetter im Golf von Mexiko hinzuweisen. Die Schiffskapitäne, die sich im Wetteramt nach dem zu erwartenden Wetter erkundigten, erhielten allerdings von den dortigen Mitarbeitern unterschiedliche und zum Teil beruhigende Mitteilungen. Die kubanischen Meteorologen dagegen wiederholten in der kubanischen Zeitung La Lucha ihre Auffassung, dass sich ein starker Sturm auf Texas zubewege.

## Der 8. September
Am Morgen des 8. September erschien die Galveston News wie üblich: Auf Seite 10 stand der Hinweis, dass das Nationale Wetteramt Anzeichen sehe, dass der Sturm über den Golf von Mexiko ziehen werde. Aber selbst die Einwohner von Galveston, die diese versteckte Meldung lasen, hätten daraus auf keine Gefahr schließen können:
Die Mitarbeiter des Wetteramtes erwarten keinerlei gefährliche Störung, allerdings können sie noch nicht beurteilen, welches Ausmaß der Sturm haben oder wie er sich entwickeln wird, wenn er Texas erreicht. (Mitteilung der Galveston News am 8. September 1900, zitiert nach Larson, S. 183)
Der heranziehende Hurrikan trieb das Wasser im Golf von Mexiko vor sich her. Während in Florida Schiffe strandeten, stieg der Meeresspiegel im westlichen Teil des Golfs deutlich an: Im Laufe des Vormittags stand Meerwasser bereits in den niedriger gelegenen Straßen von Galveston. Noch reagierten die Bewohner gelassen – die niedrig gelegene Insel hatte schon viele Hochwasser überstanden, und die meisten Häuser waren auf Pfeilern errichtet. Gleichzeitig regnete es heftig und es herrschte ein starker Nordwind, der das Wasser aus der Galveston-Bucht in Richtung Insel trieb. Im Laufe des Vormittags, möglicherweise erst in den Mittagsstunden, entschied sich Isaac Cline dafür, eigenmächtig und ohne Zustimmung der Hauptzentrale in Washington eine Hurrikanwarnung herauszugeben. Sehr viele Menschen scheint diese jedoch nicht erreicht zu haben. Aus den Augenzeugenberichten kann man schließen, dass bis in den frühen Nachmittag hinein – als in Strandnähe längst Leichen im Wasser trieben und die massiven Badehäuser von den Wellen zertrümmert waren – viele Einwohner in Galveston keine Vorstellung davon hatten, dass auf ihre Stadt möglicherweise ein Hurrikan zukomme. Fatal waren die unzureichenden Kommunikationsmöglichkeiten. Familienväter aßen ahnungslos im Geschäftsviertel der Stadt zu Mittag, während gleichzeitig ihre nur zwei, drei Kilometer entfernten Frauen und Kinder verzweifelt versuchten, aus ihren strandnahen Wohnhäusern zu fliehen.
Der letzte Zug, der von Galveston aus am 8. September das Festland erreichte, hatte um 09:45 Uhr den Bahnhof verlassen. Der Zug, der, aus Houston kommend, in Richtung Galveston fuhr, traf gegen zwölf Uhr an den Brücken zur Insel ein. Das Wasser reichte zu dem Zeitpunkt schon bis fast zu den Gleisen. Der Zug setzte seine Fahrt trotzdem vorsichtig fort – auf der Insel jedoch war das Gleisbett zu diesem Zeitpunkt stellenweise bereits so von Wellen unterspült, dass die Passagiere auf halber Strecke aussteigen und einen Kilometer durch das Wasser waten mussten, um in einen Ersatzzug aus entgegengesetzter Richtung umzusteigen. Auch dieser Ersatzzug konnte seine Fahrt nur langsam fortsetzen, da die Wellen Strandgut auf die Gleise gespült hatten. Als sie das Bahnhofsgebäude von Galveston erreichten, stand dort das erste Stockwerk bereits unter Wasser.
Die 95 Passagiere, die von Beaumont aus in Richtung Galveston reisen wollten, waren zu diesem Zeitpunkt bereits in einer weniger glücklichen Lage. Als sie auf der Bolivar-Halbinsel ankamen, war die Fähre, die den Zug und sie nach Galveston übersetzen sollte, aufgrund des hohen Wellengangs nicht mehr in der Lage, im Hafen anzulegen. Der Lokführer versuchte, mit dem Zug nach Beaumont zurückzukehren, fand aber die Gleise vom Hochwasser bereits so stark überspült, dass die Rückfahrt unmöglich war. Zehn der Zugpassagiere suchten gemeinsam mit den 200 Einwohnern von Port Bolivar Schutz im Leuchtturm des Hafens. Die übrigen blieben im Zug, der für jeden von ihnen im Laufe der nächsten Stunden zur tödlichen Falle wurde. Als die Passagiere schließlich erkannten, dass der so stabil wirkende Zug keinen Schutz vor dem Hurrikan bot, waren die Wellen bereits zu hoch und die Strömung zu stark, als dass sie noch zum Leuchtturm hätten fliehen können.
Die letzte Nachricht, die aus Galveston an diesem Tag die Außenwelt erreichte, wurde vom Wetteramt abgesetzt. Um 14:30 Uhr meldete man per Telegrafen an die Hauptzentrale in Washington D.C., dass in der halben Stadt die Straßen unter Wasser stünden. Danach fielen die Telegrafenleitungen aus.
Die Meldung, die das Wetteramt von Galveston noch nach Washington D.C. telegrafieren konnte, zeichnete ein zu optimistisches Bild der Lage. Die strandnahen Straßenzüge waren zu dem Zeitpunkt bereits nicht mehr passierbar, und es gab auf der Insel keine Straße mehr, in der nicht Wasser stand. Je höher der Wasserstand war, desto stärker wirkte die Strömung. Straßen waren wegen dieser Strömung und der in ihr schwimmenden Trümmerteile sehr schnell nicht mehr passierbar. Wer noch in der Lage war, sein Haus zu verlassen, flüchtete stadteinwärts und suchte Schutz vor allem in den Häusern, deren Steinmauern den immer stärker werdenden Winden scheinbar mehr Widerstand entgegensetzen konnten. In dem kleinen, steinernen Haus von Isaac Cline suchten 50 Menschen vor dem Wind und den Fluten Schutz. Von ihnen starben 32, als die Wellen am späteren Abend das Haus von seinen Pfeilern hoben und es einem Schiff gleich kentern ließen.
Das Hauptzerstörungswerk des Sturms fand in der Zeit von 17:15 Uhr bis 20 Uhr statt. Um 17 Uhr verzeichnete das Wetterbüro in Galveston bereits regelmäßig Böen in Orkanstärke; gleichzeitig begann der Luftdruck rapide abzufallen. Der niedrigste festgehaltene Luftdruck an diesem Abend betrug 958 Hektopascal. Im Wetteramt maß man Windgeschwindigkeiten von 160 Kilometern pro Stunde; danach riss der Wind das Anemometer vom Dach. Untersuchungen kamen später zu dem Schluss, dass zwischen 17:15 Uhr und 19 Uhr konstante Windgeschwindigkeiten von mindestens 190 Kilometern pro Stunde vorherrschten, und dass der niedrigste Luftdruck wahrscheinlich nur 930 Hektopascal betrug. Böen von bis zu 300 Kilometern pro Stunde rasten durch die Stadt. Der Wind riss die im Hafen vertäuten Schiffe los, hob Dächer ab, drückte Hauswände ein, trug bei mehrstöckigen Häusern eine Etage nach der anderen ab und wirbelte Ziegel, Schindeln und Bretter durch die Luft. Ein meterlanges und 15 cm breites Holzbrett wurde vom Wind mit solcher Wucht gegen den englischen Dampfer Comino geschleudert, dass es die zentimeterstarken Eisenplatten des Schiffrumpfes durchschlug. In den Straßen wurden Menschen von Schindeln enthauptet oder von Holzsplittern schwer verletzt.

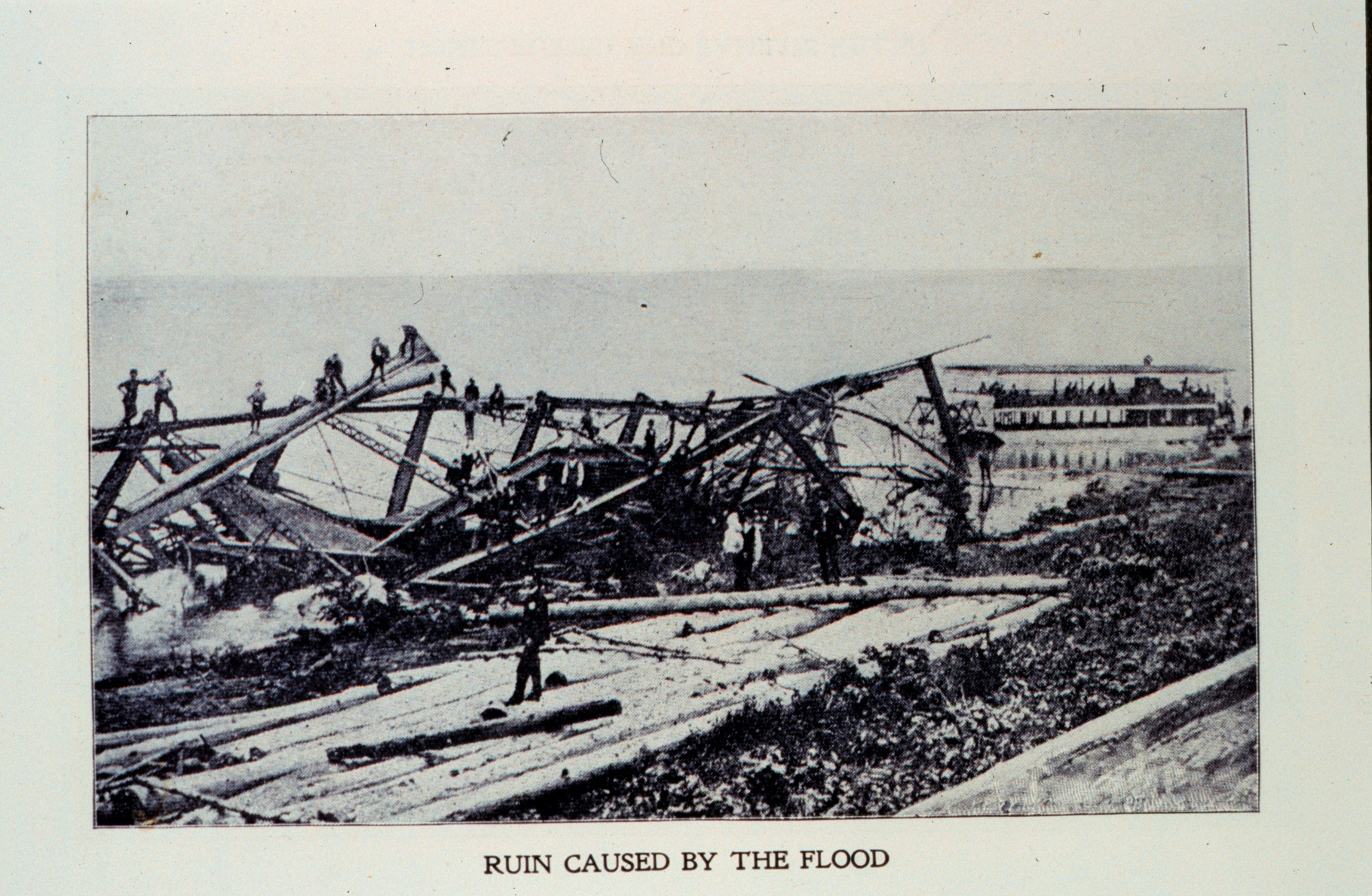
Der von der Flut geschaffene Trümmerwall

Verheerender noch als der Wind wirkten sich die Flutwellen aus. Während der vierundzwanzig Stunden, bevor der Hurrikan in Galveston auf die Stadt traf, hatte in Galveston Nordwind vorgeherrscht. Dieser starke Nordwind hatte das Wasser aus der hinter Galveston liegenden, sechzig Quadratkilometer großen Bucht auf die Insel zu getrieben. In der Stadt Galveston trafen daher zwei Fluten aufeinander: das aus der Bucht in Richtung Golf getriebene Wasser und die Strömungen aufgrund des im Golf gestiegenen Wasserspiegels. Gleichzeitig hielt der den gesamten Samstagmorgen über vorherrschende Nordwind den größten Teil der Flutwelle aus dem Golf auf dem Meer zurück. Erik Larson, der der Katastrophe von Galveston 1999 ein Buch widmete, verglich die Situation im Golf mit einer zusammengepressten Sprungfeder. Änderte der Nordwind seine Richtung, würde diese Flutwelle auf die Stadt zurollen. Das geschah etwa um 18:30 Uhr, als der Wasserspiegel binnen weniger Sekunden um 1 bis 1,20 Meter anstieg.
Näher am Strand… hatte das Meer einen drei Stockwerke hohen und mehrere Kilometer langen Trümmerwall aufgeschichtet. Er bestand aus Häusern, Häuserteilen und Dachfirsten, die wie die Rümpfe entmasteter Schiffe auf dem Wasser trieben; außerdem fanden sich darin Landauer, Einspänner, Klaviere, Toilettenhäuschen, rote Samtvorhänge, Prismen, Photographien, Korbstuhlteile und natürlich Leichen – Hunderte, vielleicht Tausende. Der Wall war so hoch, so massiv, dass er wie eine Art Kaimauer den direkten Anprall der vom Golf hereinrollenden, riesigen Wellen abfing. Diese schoben den Trümmerwall gen Norden und Westen. Er bewegte sich langsam, aber unaufhaltsam vorwärts, und wo er entlang kam, verschlang er alle Gebäude und alles Leben. (Larson, S. 235f).
Der Hurrikan traf in einem Winkel von 90 Grad auf Galveston. Aufgrund dieser Richtung lenkte er die auflandige Strömung direkt in die Stadt hinein. Als der Meeresspiegel so schnell anstieg, gab es für viele Einwohner keine Fluchtmöglichkeiten mehr.
In der Nacht hatte der Sturm Galveston passiert. Er zog weiter in Richtung Oklahoma und dann Ohio. In Chicago und in Buffalo erreichten seine Böen noch Orkanstärke, und im gesamten mittleren Westen sowie im nördlichen Drittel der USA wurden so viele Telefonmasten von ihm zerstört, dass die gesamte Kommunikation in diesen Landesteilen zusammenbrach.
Am 12. September befand sich der Sturm über der Region nördlich von Halifax, Nova Scotia und drehte von dort aus in Richtung Nordatlantik. Mit Windgeschwindigkeiten, die immer noch mehr als 110 Kilometer pro Stunde erreichten, suchte er Prince Edward Island heim.

## Das Ausmaß der Zerstörungen
“Washington, D.C.
Sept. 9, 1900
To: Manager, Western Union
Houston, Texas

Do you hear anything about Galveston?”

Im Jahre 1900 lag die höchste natürliche Erhebung der Insel nur 2,6 Meter über dem Meeresspiegel. Die Flutwelle, die die Orkanwinde aus dem Golf vor sich hertrieben, war 4,6 Meter hoch und spülte über die gesamte Insel hinweg. Die Gebäude, die der Wind nicht zerstört hatte, wurden von den Wellen von ihren Fundamenten und Pfeilern gehoben und zertrümmert. Über 3600 Häuser der Stadt wurden zerstört. Am Morgen des 10. September säumte eine lange, hohe Mauer von Trümmern die Küste des Ozeans.
Aufgrund der zerstörten Brücken und Telegrafenleitungen erfuhr die Außenwelt nur sehr allmählich von dem Ausmaß der Katastrophe, die über Galveston hereingebrochen war. Eines der wenigen unzerstörten Schiffe im Hafen von Galveston landete mit sechs Abgesandten am Sonntagmorgen um elf Uhr in der kleinen Stadt Texas City an der westlichen Seite der Galveston Bay, sie reisten von dort aus nach Houston weiter. 16 Stunden später, um drei Uhr morgens des nächsten Tages, sandten sie vom Telegrafenbüro in Houston eine kurze Nachricht an den Gouverneur von Texas, Joseph D. Sayers, sowie den US-Präsidenten William McKinley: I have been deputized by the mayor and Citizen’s Committee of Galveston to inform you that the city of Galveston is in ruins. (Ich bin vom Bürgermeister und vom Stadtrat Galveston beauftragt, Sie darüber zu informieren, dass die Stadt Galveston zerstört ist). Die Nachricht schätzte die Anzahl der Toten auf 500 – in Houston hielt man die Zahl für übertrieben.

## Die Opfer
Auch ohne die Abgesandten von Galveston waren sich die politischen Verantwortlichen in Houston bewusst, dass ein schwerer Sturm an der Küste gewütet hatte. Bereits am Sonntag Morgen wurden Soldaten als Rettungskräfte per Bahn und per Schiff nach Galveston gesandt. Die nach dem Absetzen der Rettungskräfte zurückkehrenden Züge brachten die ersten Nachrichten über die Naturkatastrophe nach Houston. Um 23:25 Uhr am Sonntag, dem 9. September informierte der lokale Leiter des Telegrafieunternehmens Western Union per Telegramm Willis Moore, den Leiter des US Nationalen Wetteramtes:
Erste Nachrichten von Galveston durch Züge erhalten – Züge können sich nicht mehr als sechs Meilen der Galveston-Bay-Küste nähern, da Prärie übersät ist mit Trümmern und toten Körpern. Zweihundert Leichen vom Zug aus gezählt. Großes Dampfschiff ist zwei Meilen landeinwärts gestrandet. Von Galveston war nichts zu sehen. Hohe Opferzahlen und schwere Zerstörungen zu befürchten. Wetter klar und sonnig mit leichter südöstlicher Brise.
Als die Rettungskräfte mit der Bahn nicht mehr weiterkamen, requirierten sie die wenigen Rettungsboote und Segelschiffe, die noch nutzbar waren, und setzten damit zur Insel Galveston über. Sie mussten sich ihren Weg durch eine Wasserstraße bahnen, in der unzählige Leichen trieben. Hundert Leichen fanden sie allein in den Wipfeln eines kleinen Zedernwäldchens der Insel. Schuttberge bedeckten den größten Teil des Stadtgebiets.
Wie viele Menschen dem Hurrikan zum Opfer fielen, war nicht mehr zu klären. Die meisten offiziellen Berichte gehen von 8000 Opfern aus – damit wäre jeder fünfte Einwohner auf der Galveston-Insel ums Leben gekommen. Die meisten ertranken oder wurden von den Trümmern erschlagen, die das Meer vor sich her trieb. Viele überlebten die Stunden des Hurrikans und starben während der nächsten Tage eingeklemmt in Trümmern, in denen die unzureichend ausgestatteten Rettungskräfte sie nicht erreichen konnten.
Die Zahl der Opfer war so hoch, dass normale Bestattungen nicht möglich waren. Über der Stadt, die in den Tagen nach dem Sturm Tagestemperaturen bis zu 38 °C erlebte, hing sehr schnell ein starker Verwesungsgeruch. Anfangs brachten Schiffe die Leichen auf See hinaus und versenkten sie dort. Die Strömung des Golfs trug die Toten jedoch wieder an den Strand zurück, so dass man sich schließlich entschloss, die Toten zu verbrennen. Scheiterhaufen wurden da errichtet, wo man die Toten fand. Die letzten Scheiterhaufen brannten noch bis Ende September.
Der Galveston-Hurrikan von 1900 kostete somit insgesamt mehr Menschen das Leben als die dreihundert Hurrikane, die in geschichtlicher Zeit die USA getroffen haben, zusammen.

## Nach dem Sturm

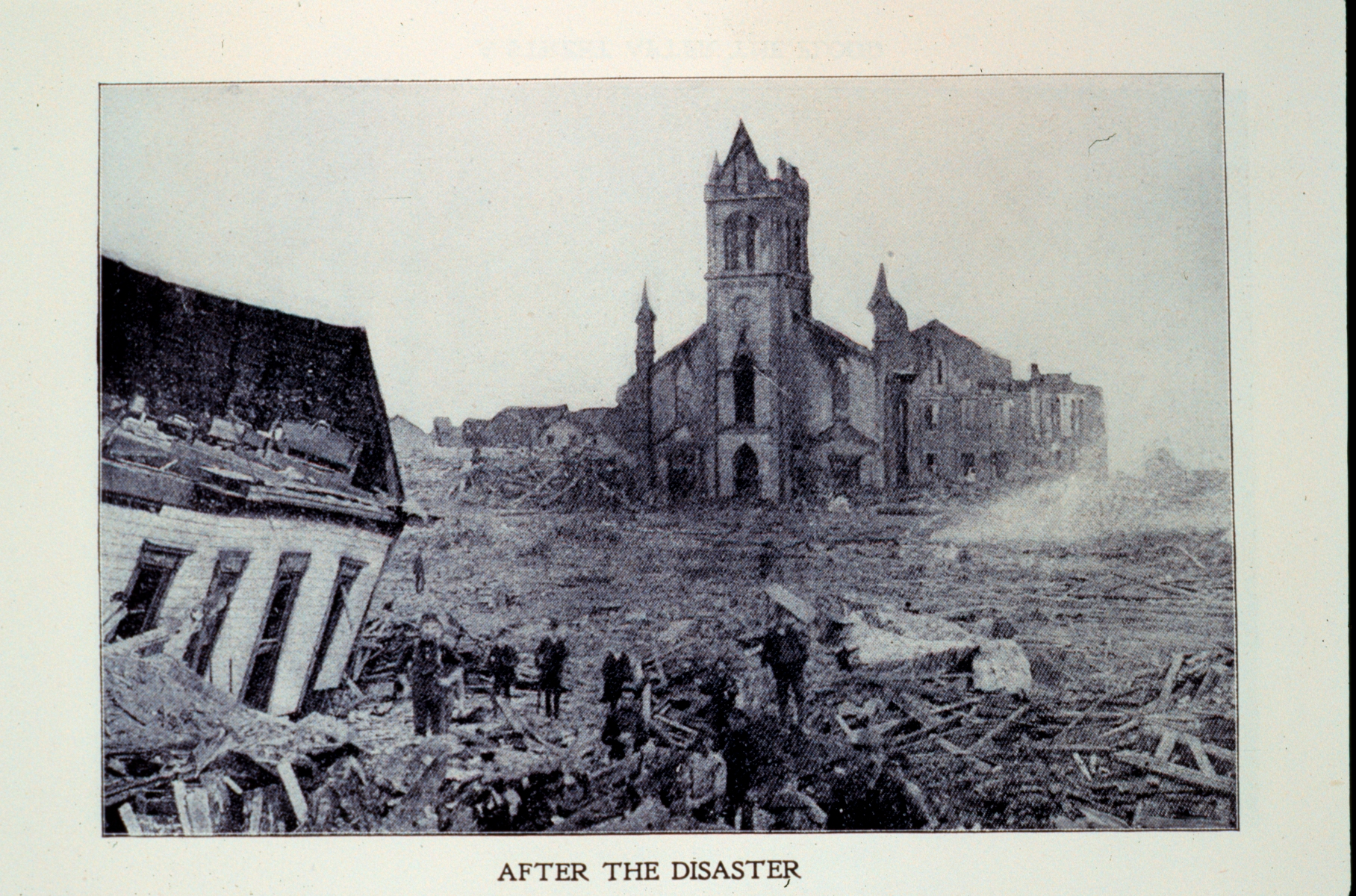
Galveston nach der Zerstörung durch den Hurrikan

Viele der Überlebenden des Sturms nutzten Zelte der US-Armee als erste Behelfsunterkünfte. Sie errichteten sie entlang des Strandes, und ihre Anzahl war so groß, dass man sie die Weiße Stadt am Strand nannte. Einige begannen so genannte Storm-lumber-Häuser zu errichten, wobei sie die verwertbaren Materialien aus den am Strand angespülten Trümmern nutzten.
Am 12. September erreichte erstmals wieder Post die Stadt Galveston. Am nächsten Tag war eine Grundversorgung mit Wasser sichergestellt, und Western Union konnte wieder ein Minimum an telegrafischem Service sicherstellen. Bereits nach drei Wochen war der Hafen so weit geräumt und repariert, dass man wieder beginnen konnte, Baumwolle umzuschlagen.
Vor dem 8. September 1900 galt Galveston als eine der schönsten Städte der Vereinigten Staaten. Man nannte die Stadt das New York des Südens. Galveston hatte vor dem Sturm eine gute Ausgangsposition, um sich zu einer der größten Städte der USA zu entwickeln. Nach der Zerstörung verlagerten sich die wirtschaftlichen Kräfte zunehmend nach Houston, das zusätzlich in den nächsten Jahren vom beginnenden Ölboom profitierte. Ein Kanal, der zwischen 1909 und 1914 nach Houston gegraben wurde, begrub die Hoffnung der Stadteinwohner, dass Galveston aufgrund seines Hafens wieder eine wesentliche wirtschaftliche Stärke erlangen könnte.
Galveston, dessen Einwohnerzahl in den 10 Jahren von 1890 bis 1900 um knapp 30 Prozent angewachsen war, hörte auf zu wachsen.
Heute ist Galveston eine unbedeutende Stadt, in der die Einwohner von Houston gerne ihr Wochenende verbringen, oder wo sie ihre Strandhäuser unterhalten. Der Autor Erik Larson bezeichnete das heutige Galveston deswegen auch als Strandbad von Houston. Die Häuser, die den Sturm überstanden, wurden renoviert und verleihen der Stadt heute einen viktorianischen Touch, der von Touristen geschätzt wird.
Das Nationale Wetteramt, das diesen Sturm konsequent unterschätzte und auf die Warnungen der kubanischen Kollegen nicht reagierte, ging weitgehend unbeschadet aus diesem Vorfall hervor. Isaac Cline, der Leiter der örtlichen Wetteramtsniederlassung, der eigenmächtig am 8. September eine Hurrikanwarnung herausgab und der in seinem Bericht an das Nationale Wetteramt behauptete, tausende von Menschen in unmittelbarer Strandnähe vor dem kommenden Hurrikan gewarnt zu haben (was zumindest sein Biograf Erik Larson anzweifelt), galt als einer der Helden des Sturms. Er wurde vom Nationalen Wetteramt befördert.

## Schutzmaßnahmen
Um zukünftige Sturmschäden durch vergleichbare Hurrikane zu vermeiden, wurde eine Reihe von Baumaßnahmen auf der Insel ergriffen. 1902 begann man, die ersten 4,8 Kilometer eines 5,2 Meter hohen Schutzwalls zu errichten, Galveston Seawall genannt. Eine sturmsichere Brücke verband die Insel mit dem Festland.
Darüber hinaus entschloss man sich, das Bodenniveau der Stadt zu erhöhen. Sand wurde verwendet, um die Stadt um insgesamt 5,2 Meter höher zu legen. 2100 Gebäude wurden in diesem Prozess verschoben, inklusive der 3000 Tonnen schweren St. Patrick’s Church. Der Schutzwall und die Höherlegung der Stadt wurde 2001 durch die American Society of Civil Engineers zur National Historical Civil Engineering Landmark ernannt.
1915 wurde die Stadt erneut von einem Hurrikan getroffen, der sowohl in Stärke als auch im Verlauf dem von 1900 glich. Zwar verloren auch in diesem Sturm 215 Menschen ihr Leben, aber insbesondere der neue Schutzwall bewies seine Wirksamkeit. Der heute existierende Damm hat eine Länge von 16 Kilometern und ist längst zur Touristenattraktion geworden. Nach wie vor hat er eine Schutzfunktion; es sind jedoch vor allem die heutigen Möglichkeiten der Wettervorhersage, die dafür sorgen, dass sich die Stadt besser auf einen Sturm vorbereiten kann und nicht mehr in solchem Ausmaß getroffen wird. Trotzdem gilt Galveston heute weiterhin als eine der Städte, die durch einen starken Hurrikan großen Schaden erleiden könnte.
Im September 2005 wurde zunächst befürchtet, Hurrikan Rita, der stärkste je im Golf von Mexiko beobachtete Wirbelsturm, könne Galveston mit voller Wucht treffen. Rita zog jedoch an Galveston vorbei und erreichte am 24. September 2005 um 02:38 Uhr Ortszeit an der Grenze zwischen Texas und Louisiana bei der Stadt Sabine Pass die Küste. Da Rita im Osten vorbeizog, herrschte Nordwind vor, der für eine nur schwach ausgeprägte, zwei Meter hohe Flutwelle sorgte. Die vorhandene Deichmauer hielt stand. Zu Beginn des Hurrikans brach im Stadtzentrum ein Feuer aus, das von der Feuerwehr jedoch vor der weiteren Ausbreitung gelöscht werden konnte.

## Nachwirkung
| Rang                                                  | Hurrikan                 | Jahr | Todesopfer    |
| ----------------------------------------------------- | ------------------------ | ---- | ------------- |
| 1                                                     | Großer Hurrikan von 1780 | 1780 | 22.000+       |
| 2                                                     | Hurrikan Mitch           | 1998 | 11.000–18.000 |
| 3                                                     | Galveston-Hurrikan 1900  | 1900 | 6.000–12.000  |
| 4                                                     | Hurrikan Fifi            | 1974 | 8.000–10.000  |
| 5                                                     | San-Zenon-Hurrikan       | 1930 | 2.000–8.000   |
| 6                                                     | Hurrikan Flora           | 1963 | 7.186–8.000   |
| 7                                                     | Pointe-à-Pitre           | 1776 | 6.000+        |
| 8                                                     | Neufundland-Hurrikan     | 1775 | 4.000–4.163   |
| 9                                                     | Okeechobee-Hurrikan      | 1928 | 3.375–4.075   |
| 10                                                    | San-Ciriaco-Hurrikan     | 1899 | 3.064–3.433+  |
| Rangordnung nach der höchsten angenommenen Opferzahl. |                          |      |               |

Der 1900 entstandene Kurzfilm Searching Ruins on Broadway, Galveston, for Dead Bodies zeigt die Suche nach Toten nach dem Hurrikan.
Knapp hundert Jahre nach der Zerstörung Galvestons veröffentlichte Erik Larson Isaac’s Storm: A Man, A Time, and the Deadliest Hurricane in History – auf Deutsch unter dem schlichteren Titel Isaacs Sturm im Handel erschienen. Dieser sogenannte Tatsachenroman verarbeitet zahlreiche Augenzeugenberichte, wurde mehrfach ausgezeichnet und in zahlreiche Sprachen übersetzt. Ins Zentrum seiner Erzählung stellte Larson Isaac Cline, den Leiter des örtlichen Wetterbüros, der für ihn das Symbol der Epoche war, als die „Hybris der Menschen sie glauben ließ, dass sie sich über die Natur selbst hinwegsetzen könnten“. Er setzt damit die Katastrophe der Stadt Galveston dem Untergang der Titanic gleich, der sich nur wenige Jahre später vor allem durch menschliche Selbstüberschätzung ereignete.
Der Folksong Wasn't That A Mighty Storm (Verfasser unbekannt) handelt vom Galveston-Hurrikan. Er wurde von Eric Von Schmidt und Tom Rush bekannt gemacht und gehört heute noch zum Repertoire des Singers/Songwriters James Taylor (u. a. auf dem Album Other Covers (2009) zu finden).